# Peter Fill
Peter Fill född 12 november 1982 i Kastelruth i Sydtyrolen är en italiensk före detta alpin skidåkare.
Fill har vunnit en gång i världscupen och har nio pallplatser, de flesta i fartgrenarna Super G och störtlopp. Fill deltog i Olympiska vinterspelen 2006 på hemmaplan i Turin och nådde som bäst en nionde plats i superkombinationen.
Han har tagit två VM-medaljer, ett silver och ett brons.
Säsongen 2015–2016 vann han den sammanlagda störtloppsvärldscupen, en titel han försvarade säsongen 2015–2016.

### Fotnoter
1. ↑  https://hahnenkamm.com/en/news/peter-fill-announces-the-end-of-his-racing-career/
2. ↑  Mikael Oivo (16 mars 2016). ”Peter Fill blev förvånad - vann störtloppscupen”. Svenska Yle. https://svenska.yle.fi/artikel/2016/03/16/peter-fill-blev-forvanad-vann-stortloppscupen. Läst 28 december 2017.
3. ↑  ”Fill försvarade störtloppstiteln” (på svenska). Norrköpings tidningar. 15 mars 2017. http://www.nt.se/sport/fill-forsvarade-stortloppstiteln-om4547827.aspx. Läst 28 december 2017.